# Georg Hackl
Georg Hackl (Berchtesgaden, 9 de septiembre de 1966) es un deportista alemán que compitió en luge en las modalidades individual y doble.
Participó en seis Juegos Olímpicos de Invierno, entre los años 1988 y 2006, obteniendo en total cinco medallas en la prueba individual, plata en Calgary 1988, oro en Albertville 1992, oro en Lillehammer 1994, oro en Nagano 1998 y plata en Salt Lake City 2002.
Ganó 22 medallas en el Campeonato Mundial de Luge entre los años 1987 y 2005, y 12 medallas en el Campeonato Europeo de Luge entre los años 1988 y 2002.

## Palmarés internacional
| Juegos Olímpicos   | Juegos Olímpicos                | Juegos Olímpicos  | Juegos Olímpicos |
| Año                | Lugar                           | Medalla           | Prueba           |
| ------------------ | ------------------------------- | ----------------- | ---------------- |
| 1988               | Calgary (Canadá)                | Medalla de plata  | Individual       |
| 1992               | Albertville (Francia)           | Medalla de oro    | Individual       |
| 1994               | Lillehammer (Noruega)           | Medalla de oro    | Individual       |
| 1998               | Nagano (Japón)                  | Medalla de oro    | Individual       |
| 2002               | Salt Lake City (Estados Unidos) | Medalla de plata  | Individual       |
| Campeonato Mundial |                                 |                   |                  |
| Año                | Lugar                           | Medalla           | Prueba           |
| 1987               | Igls (Austria)                  | Medalla de plata  | Doble            |
| 1989               | Winterberg (RFA)                | Medalla de oro    | Individual       |
| 1990               | Calgary (Canadá)                | Medalla de oro    | Individual       |
| 1991               | Winterberg (Alemania)           | Medalla de oro    | Equipo           |
| 1991               | Winterberg (Alemania)           | Medalla de plata  | Individual       |
| 1993               | Calgary (Canadá)                | Medalla de oro    | Equipo           |
| 1993               | Calgary (Canadá)                | Medalla de plata  | Individual       |
| 1995               | Lillehammer (Noruega)           | Medalla de oro    | Equipo           |
| 1995               | Lillehammer (Noruega)           | Medalla de plata  | Individual       |
| 1996               | Altenberg (Alemania)            | Medalla de plata  | Individual       |
| 1996               | Altenberg (Alemania)            | Medalla de plata  | Equipo           |
| 1997               | Igls (Austria)                  | Medalla de oro    | Individual       |
| 1997               | Igls (Austria)                  | Medalla de plata  | Equipo           |
| 1999               | Königssee (Alemania)            | Medalla de bronce | Equipo           |
| 2000               | St. Moritz (Suiza)              | Medalla de oro    | Equipo           |
| 2000               | St. Moritz (Suiza)              | Medalla de bronce | Individual       |
| 2001               | Calgary (Canadá)                | Medalla de oro    | Equipo           |
| 2001               | Calgary (Canadá)                | Medalla de plata  | Individual       |
| 2003               | Sigulda (Letonia)               | Medalla de oro    | Equipo           |
| 2004               | Nagano (Japón)                  | Medalla de plata  | Individual       |
| 2005               | Park City (Estados Unidos)      | Medalla de oro    | Equipo           |
| 2005               | Park City (Estados Unidos)      | Medalla de plata  | Individual       |
| Campeonato Europeo |                                 |                   |                  |
| Año                | Lugar                           | Medalla           | Prueba           |
| 1988               | Königssee (RFA)                 | Medalla de oro    | Individual       |
| 1988               | Königssee (RFA)                 | Medalla de oro    | Equipo           |
| 1990               | Igls (Austria)                  | Medalla de oro    | Individual       |
| 1990               | Igls (Austria)                  | Medalla de plata  | Equipo           |
| 1992               | Winterberg (Alemania)           | Medalla de oro    | Equipo           |
| 1992               | Winterberg (Alemania)           | Medalla de bronce | Individual       |
| 1994               | Königssee (Alemania)            | Medalla de plata  | Individual       |
| 1994               | Königssee (Alemania)            | Medalla de plata  | Equipo           |
| 1996               | Sigulda (Letonia)               | Medalla de oro    | Equipo           |
| 2000               | Winterberg (Alemania)           | Medalla de oro    | Equipo           |
| 2000               | Winterberg (Alemania)           | Medalla de plata  | Individual       |
| 2002               | Altenberg (Alemania)            | Medalla de oro    | Equipo           |